# Xenillus anasillus
Xenillus anasillus är en kvalsterart som beskrevs av Tyler A. Woolley och Harold G. Higgins 1966. Xenillus anasillus ingår i släktet Xenillus och familjen Xenillidae. Inga underarter finns listade i Catalogue of Life.